# 马萨讷
马萨讷（法語：Massanes，法語發音：[masan]）是法国加尔省的一个市镇，属于阿莱斯区。

## 地理
马萨讷（44°1'19"N, 4°6'46"E）面积1.64 平方千米，位于法国奧克西塔尼大區加尔省，该省份为法国南部沿海省份，南端濒地中海，北起顺时针与阿尔代什省、沃克吕兹省、罗讷河口省、埃罗省、阿韦龙省和洛泽尔省接壤。
与马萨讷接壤的市镇（或旧市镇、城区）包括：卡尔代、卡萨尼奥勒、里博特-莱塔韦尔讷、莱迪尼昂。

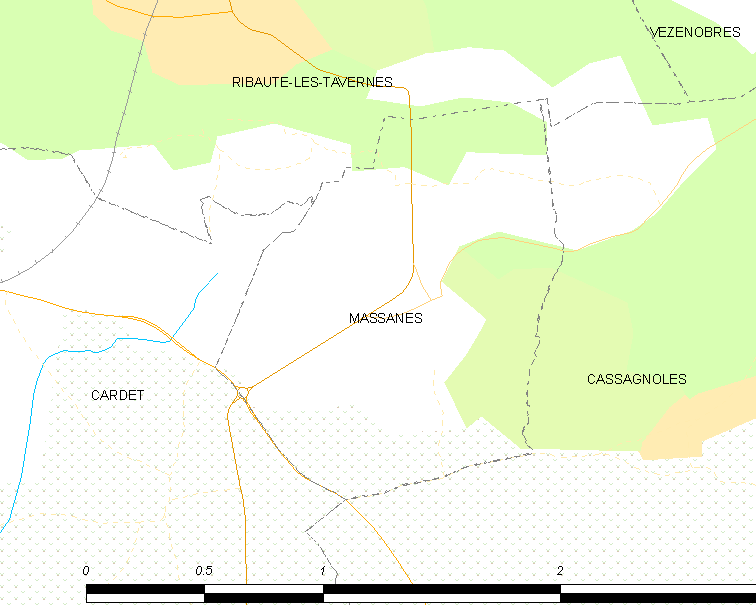
马萨讷的OSM定位图

马萨讷的时区为UTC+01:00、UTC+02:00（夏令时）。

## 行政
马萨讷的邮政编码为30350，INSEE市镇编码为30161。

## 政治
马萨讷所属的省级选区为基萨克县。

## 人口

1962-2008年间马萨讷人口变化图示

马萨讷于2022年1月1日时的人口数量为195人。